# Inishbofin (Galway)
Inishbofin (irl. Inis Bó Finne, tłum. „wyspa białej krowy”) – wyspa położona około 8 km od wybrzeża Connemary w hrabstwie Galway w Irlandii. Ma około 5,5 km długości i 3 km szerokości oraz posiada około 200 mieszkańców. Na Inishbofin można dotrzeć promem z przystani w Cleggan. Na wyspie istnieje również lotnisko oraz lądowisko dla helikopterów.